# (5407) 1992 AX
(5407) 1992 AX – planetoida z grupy przecinających orbitę Marsa.

## Odkrycie
Planetoida została odkryta 4 stycznia 1992 roku przez japońskich astronomów Seiji Uedę i Hiroshi Kanedę. Nazwa planetoidy jest tymczasowa.

## Orbita
Orbita (5407) 1992 AX nachylona jest do płaszczyzny ekliptyki pod kątem 11,38°. Na jeden obieg wokół Słońca ciało to potrzebuje 2 lata i 180 dni, krążąc w średniej odległości 1,83 j.a. od Słońca.

## Właściwości fizyczne
(5407) 1992 AX ma średnicę 4 km. Jego albedo wynosi ok. 0,16, a jasność absolutna to 14,47m. Czas rotacji szacuje się na ok. 2,55 godziny. Jest to planetoida typu S.

## Księżyc asteroidy
Na początku 1997 roku Petr Pravec, Lenka Sarounová, David L. Rabinowitz, Michael D. Hicks, Marek Wolf, Yurij N. Krugly, Fiodor P. Velichko, Vasilij G. Shevchenko, Vasilij G. Chiorny oraz Guy Genevier odkryli w towarzystwie tej asteroidy obecność księżyca o średnicy szacowanej na ok. 1,2 km. Średnia odległość pomiędzy obydwoma ciałami to ok. 10 km. Okres ich obiegu wokół barycentrum to 13,5196 dnia. Odkrycia dokonano na podstawie obserwacji zmian jasności planetoidy, których dokonano w Obserwatorium Ondrejov, Obserwatorium w Charkowie i Table Mountain Observatory.
Satelitę oznaczono prowizorycznie S/2001 (5407) 1.